# EMAG
Az eMAG, teljes nevén S.C. DANTE INTERNATIONAL S.A 2001-ben alapított romániai cég, amely számítástechnikai eszközök és alkatrészek, háztartási gépek, szórakoztató elektronikai termékek, szépségápolási termékek, autóápolási cikkek, sportcikkek, lakberendezési cikkek, könyvek, divatcikkek, baba-mama termékek online értékesítésével foglalkozik.

## Története
Az eMAG-ot 2001-ben alapította Radu Apostolescu, Dan Teodosescu és Bogdan Vlad; kezdetben számítástechnikai és irodatechnikai termékeket forgalmazott. 2009-ben a cég részvényeinek 51%-át a Sebastian Ghiţă és Iulian Stanciu tulajdonában álló Asesoft Distribution, vásárolta meg. 2009 és 2012 között Stanciu vezetésével a cég Kelet-Európa legnagyobb webáruháza lett. 2012. júliusban a dél-afrikai Naspers csoport megvásárolta az eMAG részvényeinek 70%-át; Iulian Stanciunál 21,6% és Radu Apostolescunál 8,4% maradt. 2014-ben Radu Apostolescu kivált a cégből, ezt követően a Naspers 74,2%-ot, Iulian Stanciu 25,8%-ot birtokolt a cégből.
2013-ban az eMAG felvásárolta a Conversion Marketing reklámcéget, 2015-ben a Fashion Days online kereskedelmi céget, 2016-ban pedig PC Garage nevű versenytársát.
A külföldi terjeszkedést 2012-ben kezdte el, amikor beindította Bulgáriában is az online kereskedelmet, és hamarosan 60%-os piaci részesedést szerzett. Ezt követte 2013-ban Magyarország, ahol 10%-os piaci részesedést ért el, valamint 2014-ben Lengyelország, ahol a helyi Agito platformot vették át. A cég 2020-ban bejelentette, hogy kivonul a lengyel piacról, ahol veszteségesen működött.
A magyarországi működésben jelentős változás következett be 2019 év végén: az eMAG magyarországi leányvállalatát működtető Dante Kft. által megvásárolt Extreme Digital és a Dante Kft. közös céget hozott létre, amelynek vezérigazgatója Várkonyi Balázs, az Extreme Digital alapító ügyvezetője lett.
Magyarországon a Gazdasági Versenyhivatal 2021-ben 560 ezer euró bírságra és 11,2 millió euró jóvátételre kötelezte az eMAG magyarországi vállalatát, mert akciókkal félrevezették a vásárlóikat.
2020. szeptember 1-től a Vaterát üzemeltető cég Extreme Digital-eMAG Kft. néven folytatja tevékenységét.[forrás?]

## Tevékenysége számokban
| Év   | S.C. DANTE INTERNATIONAL S.A Alkalmazottak száma | S.C. DANTE INTERNATIONAL S.A Árbevétel milliárd lej | eMAG csoport Árbevétel milliárd lej |
| ---- | ------------------------------------------------ | --------------------------------------------------- | ----------------------------------- |
| 2016 | 1335                                             | 2,47                                                | 3,12                                |
| 2017 | 1990                                             | 3,31                                                | 4,06                                |
| 2018 | 2720                                             | 4,24                                                | 4,77                                |
| 2019 | 2478                                             | 4,56                                                | 5,6                                 |

## Fordítás
Ez a szócikk részben vagy egészben  az   eMAG című román Wikipédia-szócikk ezen változatának fordításán alapul.  Az eredeti cikk szerkesztőit annak laptörténete sorolja fel. Ez a jelzés csupán a megfogalmazás eredetét és a szerzői jogokat jelzi, nem szolgál a cikkben szereplő információk forrásmegjelöléseként.